# ほうおう座アルファ星
ほうおう座α星（ほうおうざアルファせい）は、ほうおう座で最も明るい恒星で2等星。

## 名称
固有名のアンカア（Ankaa）はアラビア語でフェニックスを指す言葉 عنقاء（ʿanqāʾ, 文語アラビア語発音：アンカーッとアンカーゥとアンカーァを混ぜたような発音, 学界標準カタカナ表記：アンカー） に由来する。2016年7月20日、国際天文学連合の恒星の固有名に関するワーキンググループは、この名称を固有名として承認した。
また、ザウラク（Zaurak)という、アラビア語で『船の輝くもの』を指す熟語の"船"（زورق, zawraqないしはzauraq, 厳密には船よりも小さな「舟、ボート」の意）部分に由来する名称で呼ばれることもあった。これは古来、アラビアではこの辺りの星の並びを船に見立てていたことに因む。
近年、ザウラクはエリダヌス座γ星の固有名として用いられるのが一般的となっており、2016年7月20日、国際天文学連合により正式にエリダヌス座γ星の固有名として承認された。

## 物理的特徴
ほうおう座α星は公転周期約10.5年の単線分光連星である。1905年には視線速度が変化する恒星の1つに挙げられ、1918年に視線速度の変動の記録に基づいて公転周期3,880日の軌道が求められた。
主星はスペクトル分類がK型の橙色巨星で、太陽の約83倍の光度を持ち、金属量は太陽よりも低い。伴星は主星よりずっと暗く、スペクトルが観測されていない。

## ほうおう座α星の見つけ方
ほうおう座α星は、くじら座β星を鋭角の頂点として、みなみのうお座のα星フォーマルハウトと二等辺三角形を描いている。フォーマルハウトの南東にあり、くじら座β星との赤経差がおよそ17分であるため、くじら座β星が南中すると、その下方に見える。
3星のうち、フォーマルハウトは1等星で、他の2星は2等星である。3星のあたりは、周りに明るい星がないため比較的目立つ。ただし、日本ではこの星の高度が低いため、大気による減光を受け、カタログ値ほど明るくならない。大気の澄んだ日に南の地平線近くの空が開けていて、かつ観望の妨げとなる光源のない場所を選択することが望ましい。